# Sztojka Sándor
Sztojka Sándor (Karácsfalva, 1890. október 16. – Ungvár, 1943. május 31.) munkácsi görögkatolikus püspök.

## Pályafutása
Sztojka Sándor 1890-ben született a kárpátaljai, akkoriban Ugocsa vármegyéhez tartozó Karácsfalván, görögkatolikus szülők gyermekeként. Itt járt elemi iskolába, a gimnáziumi tanulmányokat már Ungváron kezdte meg 1901-ben. Az érettségi után 1910-ben jelentkezett az ungvári Papnevelő Intézetben. Az első két év kiváló eredményeit követően a budapesti Pázmány Péter Tudományegyetemen folytatta és fejezte be teológiai tanulmányait. Kiválóan, irodalmi szinten beszélt magyarul.
1915 szeptemberében Papp Antal munkácsi görögkatolikus püspök a püspöki titkárság levéltárosává, 1916 januárjában szentszéki jegyzővé nevezte ki, majd 1916. december 17-én Ungváron pappá szentelte.

### Papi működése
A pappá szentelést követően kapott beosztásai és címei: 1917 januárjától püspöki fogalmazó és szertartásmester, 1917 decemberétől püspöki titkár lett, 1921-ben pápai káplán és szentszéki tanácsosi címet kapott, 1930 februárjában székeskáptalani kanonok, márciusában püspökségi irodaigazgató, majd július 26-tól püspöki helynök, 1931 áprilisában káptalani helynök lett.

### Püspöki pályafutása
1932. május 3-án nevezte ki a Szentszék püspökké a munkácsi egyházmegye élére. 1932. július 12-én szentelte püspökké Gojdics Pál eperjesi püspök. A püspöki széket 11 éven keresztül töltötte be.
Sztojka Sándor püspöksége idején, a trianoni döntés következtében, a munkácsi görögkatolikus püspökség csehszlovák fennhatóság alá állt. A hatóságok szorgalmazták a Rómához hű ruszin görögkatolikusok áttérését a keleti orosz ortodox egyházba. Sztojka Sándor, bár támogatta a ruszin nyelvi-irodalmi törekvéseket, azon fáradozott, hogy a hívekben megmaradjon a Róma iránti hűség. 
Amikor 1938-ban, az I. bécsi döntéssel, a püspökségnek csak egy része került vissza Magyarországhoz, Sztojka Sándor a kárpátaljai Ukrajnában maradt közösségekben mozgalmat indított, melynek eredményeként mintegy kétszáz rutén község kérte a Magyarországhoz történő csatolását. Sztojka püspök a visszacsatolt területeken támogatta a ruszin társadalmi és kulturális törekvéseket, többek között a Kárpátaljai Tudományos Társaság megalapítását és a Zorja-Hajnal folyóirat megindulását.
Püspöksége alatt 158 papot szentelt fel, 67 új templom épült és sok templomot fölújítottak. Fellendítette a vallásos egyesületek életét, megalapította a Duspasztir (Lelkipásztor) és a Dobrij Pasztir (Jó Pásztor) című lapokat, támogatta a vallásos művek megjelenését.

### A halálával kialakult helyzet egyházmegyéjében
1943-ban bekövetkezett halála után a háborús helyzet miatt a pápa nem nevezett ki megyés püspököt az egyházmegye élére, hanem 1944 januárjától, átmeneti időre, Dudás Miklós hajdúdorogi püspököt bízta meg azzal, hogy apostoli adminisztrátorként a munkácsi görögkatolikus püspökséget is vezesse. Ő szentelte szeptemberben püspökké a segédpüspökké kinevezett és néhány év múlva vértanúhalált halt Romzsa Tódort.

## Emlékezete
Az ő nevét vette föl a 2003 óta működő kárpátaljai Karácsfalvai Sztojka Sándor Görögkatolikus Líceum.